# Karol Folwarczny
Karol Folwarczny (ur. 3 maja 1952 w Hażlachu) – polski samorządowiec, wójt gminy Hażlach w latach 2002–2014.

## Życiorys
Urodził się 3 maja 1952 roku w Hażlachu. Był radnym Gminnej Rady Narodowej w Hażlachu (1984-1988), Wojewódzkiej Rady Narodowej w Bielsku-Białej (1988-1990) oraz gminy Hażlach (1998-2002). Był członkiem zarządu Stowarzyszenia Rozwoju i Współpracy Regionalnej „Olza” – Euroregion Śląsk Cieszyński (2002-2014). W latach 2002–2014 pełnił funkcję wójta gminy Hażlach. Od 2014 roku jest radnym powiatu cieszyńskiego.
Jest aktywnym działaczem w środowisku społecznym i politycznym. Jest członkiem m.in. orkiestry Zakładów Elektro-Maszynowych „Celma” w Cieszynie, Big-Bandu przy Uniwersytecie Śląskim w Cieszynie oraz solistą Miejskiej Orkiestry Symfonicznej w Cieszynie.

## Życie prywatne
Żonaty, ma syna.

## Odznaczenia
Został odznaczony m.in. Krzyżem Kawalerskim Orderu Odrodzenia Polski (2013), złotym (2005) i brązowym (1980) Krzyżem Zasługi, Medalem KEN (2013), złotym (2012), srebrnym (2006) i brązowym (1996) Medalem „Za Zasługi dla Pożarnictwa”, Odznaką „Zasłużony Działacz Kultury” (1996), odznaką „Za Zasługi dla Województwa Bielskiego” (1984), złotym (2009), srebrnym (2004) i brązowym (1999) Medalem Zasługi Łowieckiej, złotym (2006), srebrnym (2001) i brązowym (1996) Medalem „Za zasługi dla Łowiectwa Bielskiego”, oraz Medalem św. Huberta (2003).